# Teresa Perales
María Teresa Perales Fernández (Zaragoza, 29 de diciembre de 1975), I marquesa de Perales, es una nadadora, expolítica y escritora española, reconocida con el Premio Princesa de Asturias de los Deportes. Es la deportista española más laureada en unos Juegos Paralímpicos, con un total de 28 medallas ganadas entre los juegos de 2000 y 2024, además de la actual récord paralímpico en 100 metros estilo libre categoría S2 tras los Juegos Paralímpicos de 2024.

## Biografía
Nació en Zaragoza el 29 de diciembre de 1975. A los 19 años perdió la movilidad desde la cintura hasta los pies a causa de una neuropatía. El último día que anduvo sin muletas fue para celebrar la victoria del Real Zaragoza en la final de la Recopa de Europa, el 10 de mayo de 1995. Tras unos meses muy duros, asimiló que había perdido la capacidad de andar y se adaptó a su nueva situación. Aprendió natación adaptada y en cuestión de un año comenzó a competir.
Contrajo matrimonio el 8 de enero de 2005 con el periodista Mariano Menor en la Basílica del Pilar de Zaragoza. En 2010 tuvieron un hijo al que llamaron Mariano.

## Trayectoria deportiva
Ganó 28 medallas en los Juegos Paralímpicos de Verano entre los años 2000 y 2024. Además, obtuvo 22 medallas en el Campeonato Mundial de Natación Adaptada entre los años 1998 y 2019. El 29 de agosto de 2012, fue la abanderada de la delegación española en la ceremonia de inauguración de los Juegos Paralímpicos de la ciudad de Londres.

### Palmarés internacional
| Juegos Paralímpicos | Juegos Paralímpicos       | Juegos Paralímpicos | Juegos Paralímpicos          |
| Año                 | Lugar                     | Medalla             | Prueba                       |
| ------------------- | ------------------------- | ------------------- | ---------------------------- |
| 2000                | Sídney (Australia)        | Medalla de plata    | 50 m mariposa S5             |
| 2000                | Sídney (Australia)        | Medalla de bronce   | 50 m espalda S5              |
| 2000                | Sídney (Australia)        | Medalla de bronce   | 50 m libre S5                |
| 2000                | Sídney (Australia)        | Medalla de bronce   | 100 m libre S5               |
| 2000                | Sídney (Australia)        | Medalla de bronce   | 200 m libre S5               |
| 2004                | Atenas (Grecia)           | Medalla de oro      | 50 m mariposa S5             |
| 2004                | Atenas (Grecia)           | Medalla de oro      | 100 m libre S5               |
| 2004                | Atenas (Grecia)           | Medalla de plata    | 4 × 50 m estilos (20 ptos.)  |
| 2004                | Atenas (Grecia)           | Medalla de bronce   | 50 m espalda S5              |
| 2004                | Atenas (Grecia)           | Medalla de bronce   | 50 m libre S5                |
| 2004                | Atenas (Grecia)           | Medalla de bronce   | 100 m braza SB4              |
| 2008                | Pekín (China)             | Medalla de oro      | 50 m libre S5                |
| 2008                | Pekín (China)             | Medalla de oro      | 100 m libre S5               |
| 2008                | Pekín (China)             | Medalla de oro      | 200 m libre S5               |
| 2008                | Pekín (China)             | Medalla de plata    | 50 m espalda S5              |
| 2008                | Pekín (China)             | Medalla de bronce   | 100 m braza SB4              |
| 2012                | Londres (Reino Unido)     | Medalla de oro      | 100 m libre S5               |
| 2012                | Londres (Reino Unido)     | Medalla de plata    | 50 m mariposa S5             |
| 2012                | Londres (Reino Unido)     | Medalla de plata    | 50 m libre S5                |
| 2012                | Londres (Reino Unido)     | Medalla de plata    | 200 m libre S5               |
| 2012                | Londres (Reino Unido)     | Medalla de bronce   | 100 m braza SB4              |
| 2012                | Londres (Reino Unido)     | Medalla de bronce   | 200 m estilos SM5            |
| 2016                | Río de Janeiro (Brasil)   | Medalla de oro      | 50 m espalda S5              |
| 2016                | Río de Janeiro (Brasil)   | Medalla de plata    | 100 m libre S5               |
| 2016                | Río de Janeiro (Brasil)   | Medalla de plata    | 200 m libre S5               |
| 2016                | Río de Janeiro (Brasil)   | Medalla de plata    | 200 m estilos SM5            |
| 2020                | Tokio (Japón)             | Medalla de plata    | 50 m espalda S5              |
| 2024                | París (Francia)           | Medalla de bronce   | 50 m espalda S2              |
| Campeonato Mundial  |                           |                     |                              |
| Año                 | Lugar                     | Medalla             | Prueba                       |
| 1998                | Christchurch (N. Zelanda) | Medalla de bronce   | 50 m libre S6                |
| 2002                | Mar del Plata (Argentina) | Medalla de plata    | 50 m libre S5                |
| 2002                | Mar del Plata (Argentina) | Medalla de plata    | 100 m libre S5               |
| 2002                | Mar del Plata (Argentina) | Medalla de plata    | 50 m mariposa S5             |
| 2002                | Mar del Plata (Argentina) | Medalla de plata    | 100 m braza SB4              |
| 2002                | Mar del Plata (Argentina) | Medalla de plata    | 200 m estilos SM5            |
| 2002                | Mar del Plata (Argentina) | Medalla de bronce   | 200 m libre S5               |
| 2002                | Mar del Plata (Argentina) | Medalla de bronce   | 50 m espalda S5              |
| 2006                | Durban (Sudáfrica)        | Medalla de plata    | 50 m mariposa S5             |
| 2006                | Durban (Sudáfrica)        | Medalla de bronce   | 50 m espalda S5              |
| 2006                | Durban (Sudáfrica)        | Medalla de bronce   | 50 m libre S5                |
| 2015                | Glasgow (Reino Unido)     | Medalla de oro      | 50 m espalda S5              |
| 2015                | Glasgow (Reino Unido)     | Medalla de oro      | 100 m libre S5               |
| 2015                | Glasgow (Reino Unido)     | Medalla de plata    | 50 m mariposa S5             |
| 2015                | Glasgow (Reino Unido)     | Medalla de plata    | 50 m libre S5                |
| 2015                | Glasgow (Reino Unido)     | Medalla de bronce   | 200 m libre S5               |
| 2015                | Glasgow (Reino Unido)     | Medalla de bronce   | 200 m estilos SM5            |
| 2017                | Ciudad de México (México) | Medalla de oro      | 50 m libre S5                |
| 2017                | Ciudad de México (México) | Medalla de plata    | 50 m espalda S5              |
| 2017                | Ciudad de México (México) | Medalla de plata    | 100 m libre S5               |
| 2019                | Londres (Reino Unido)     | Medalla de oro      | 50 m espalda S5              |
| 2019                | Londres (Reino Unido)     | Medalla de bronce   | 4 × 100 m estilos (34 ptos.) |

## Trayectoria política
Fue elegida diputada del Partido Aragonés (PAR) por Zaragoza en las Cortes de Aragón tras las elecciones autonómicas de 2003.
En 2006 asumió la Dirección General de Atención a la Dependencia. Al año siguiente, en el mes de noviembre de 2007 fue presentada por el PAR como cabeza de lista para las elecciones generales de 2008 por Zaragoza.
En junio de 2008, en el noveno congreso del Rolde Choben, fue elegida como presidenta de las juventudes del Partido Aragonés, el Rolde Choben.
Su última participación en el mundo político fue en las elecciones generales anticipadas del 20 de noviembre de 2011, Teresa ocupó el puesto número 7 en las listas al Congreso de los Diputados en la coalición PP-PAR.

## Distinciones y reconocimientos
- El 4 de octubre de 2004, fue homenajeada por las Cortes de Aragón, las cuales le obsequiaron con un brote del olivo cinco veces centenario que se encuentra en los jardines que circundan el Palacio de la Aljafería.[21]
- El 4 de octubre de 2008, el pleno del Ayuntamiento de su ciudad le concedió el título de Hija predilecta de Zaragoza.[22]
- Al día siguiente y coincidiendo con el 200 aniversario de los Sitios de Zaragoza, Teresa y otras aragonesas recibieron la medalla de Homenaje a las Heroínas de manos del entonces alcalde, Juan Alberto Belloch.[23]
- El 23 de abril de 2009, fue condecorada por los Reyes de España con la Real Orden del Mérito Deportivo y le fue entregada la Medalla de Oro.[24]
- El 14 de octubre de 2012, fue galardonada como Zaragozana Ejemplar por el ayuntamiento de su ciudad natal.[25]
- El 2 de noviembre de 2012, el Gobierno de España le concedió la Gran Cruz de la Real Orden del Mérito Deportivo. Este es el máximo reconocimiento oficial para un deportista español. Teresa se convirtió en la primera deportista paralímpica en recibir dicho galardón.[26] El 2 de abril de 2014, la recibió de manos del Rey Juan Carlos I en el Palacio de La Zarzuela junto a su marido e hijo.[27]
- En diciembre de ese mismo año, recibió el premio especial del diario As.[28] Además, ese mismo mes, recibió de las manos de la princesa de Asturias, Letizia Ortiz el premio «Mujer Hoy», que entrega esa revista con el mismo nombre.[29]
- En febrero de 2013, recibió en la Gala del Deporte de Zaragoza, el Diploma al mérito deportivo.[30] También, en ese mes, fue galardonada en la LXV gala del diario Mundo Deportivo con el trofeo a la Gesta humano-deportiva.[31]
- El 14 de mayo de 2013, fue premiada como la mejor deportista aragonesa en la XVI edición de la Gala del Deporte de Aragón.[32]
- En ese mismo mes, recibió el Premio Juan Palau como Mejor deportista del año 2012.[33]
- Al mes siguiente, el 5 de junio, fue galardonada en la XX edición de los premios Aragoneses del Año en la categoría de Aragonés del Año.[34]
- El 20 de febrero de 2015, fue galardona por el Canal Discovery Max con el premio Born to be Discovery Awards.[35]
- El 27 de enero de 2017, fue investida Doctora Honoris Causa por la Universidad Miguel Hernández de Elche.
- El 27 de julio de 2017, fue galardonada con la Medalla al Mérito en el Trabajo por el presidente del Gobierno, Mariano Rajoy en el Palacio de La Moncloa.[36]
- Premio Nacional del Deporte 2016 «Infanta Sofía».[37]
- El 20 de septiembre de 2018, fue galardona por el diario Heraldo de Aragón con el premio Heraldo en la categoría de Valores Humanos.
- El 13 de diciembre de 2018, en el año que el diario Marca cumplía 80 años, recibió uno de los cinco premios en 80 años de valores, en la categoría de superación.
- El 11 de diciembre de 2019, fue distinguida con la Orden Olímpica en la gala anual del Comité Olímpico Español.[38]
- El 2 de junio de 2021, fue galardonada por el Premio Princesa de Asturias de los Deportes 2021.[39]
- En 2022 fue reconocida con uno de los Premios Influyentes 2022 otorgados por  El Confidencial y Herbert Smith Freehills.[40]
- El 4 de mayo de 2023, fue investida Doctora Honoris Causa por la Universidad Pablo de Olavide de Sevilla.[41]
- El 29 de febrero de 2024, fue investida Doctora Honoris Causa por la Universidad Nacional de Educación a Distancia.[42]
- En septiembre de 2024 fue condecorado con la Gran Cruz de la Orden del Mérito de la Guardia Civil.[43]
- En junio de 2025, el rey Felipe VI la condecoró con el marquesado de Perales, de carácter hereditario.[44]

## Vida social

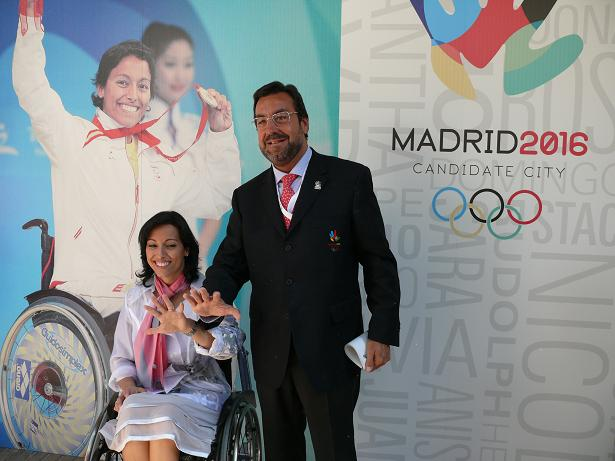
Teresa junto al presidente del Comité Paralímpico Español, Miguel Carballeda, ante la llegada de los inspectores del COI durante su visita a Madrid en su candidatura para los Juegos Olímpicos y Paralímpicos de 2016.

En 2007, publicó con la ayuda de su marido su libro autobiográfico: "Mi vida sobre ruedas".
El 14 de noviembre de 2008, Teresa fue la encargada de dar "el pistoletazo de salida" a las múltiples actividades que se iban a organizar en el Acuario de Zaragoza. Y por ello y para promocionarlas se sumergió en el tanque central (el cual es una recreación del primer río del mundo) de este recinto que se construyó por motivo de Exposición Internacional de 2008.
En marzo de 2009, fue coprotagonista junto a otros cuatro deportistas paralímpicos de la película-documental dirigida por Mabel Lozano: "La Teoría del Espiralismo" en la que se muestra su día a día.
El 2 de octubre del 2009, Perales, junto al entonces jugador del Real Madrid Raúl González, fueron los elegidos para representar a los deportistas españoles en la presentación en Copenhague (Dinamarca) de la candidatura de Madrid como sede de los Juegos Olímpicos de 2016 y de los Juegos Paralímpicos de ese mismo año en su elección final.
En septiembre de 2012, fue la protagonista del programa Unidad Móvil de la cadena Aragón TV, cuyo título fue "Una mujer de leyenda".
El 31 de enero de 2013, viajó a la sede del Comité Paralímpico Internacional (CPI) en la ciudad alemana de Bonn para presentar el dossier de la candidatura de Madrid para los Juegos Olímpicos y Paralímpicos del año 2020. En marzo de ese mismo año, Teresa colaboró con la candidatura madrileña cuando se produjo la visita de la Comisión de Evaluación del COI a la capital de España.
El 20 de marzo de 2013, fue una de las protagonistas del programa Comando actualidad de La 1, esta emisión se tituló Gente excelente.
Desde el año 2013 y hasta la actualidad es madrina e imagen de la Fundación Renault para la Inclusión y la Movilidad Sostenible, participando en diversos actos conjuntos desde entonces.
Nuevamente, como ocurrió hace cuatro años, el 7 de septiembre de 2013, Teresa pero en esta ocasión acompañada por el jugador de baloncesto Pau Gasol defendieron a los deportistas españoles en la elección final del COI de la candidatura de Madrid en Buenos Aires (Argentina).
El 16 de enero de 2014, Teresa junto a más de 200 deportistas españoles fueron becados por la Universidad Católica San Antonio de Murcia (UCAM). El 20 de marzo de ese mismo año presentó en su ciudad natal su segundo libro "La Fuerza de un sueño" junto a la periodista deportiva María Escario.
Fue durante 2 años, profesora en la Universidad de Zaragoza de la asignatura de libre elección Fisioterapia en el deporte paralímpico.